# Villamantilla
Villamantilla és un municipi de la Comunitat de Madrid. Limita amb els municipis de Villamanta, Villanueva de Perales, Colmenar del Arroyo i Navalcarnero.

## Demografia
| 1991 | 1996 | 2001 | 2004 |
| ---- | ---- | ---- | ---- |
| 300  | 338  | 337  | 493  |